# Kunchha
Kunchha (trl. Kuñchā, trb. Kunćha) – gaun wikas samiti w zachodniej części Nepalu w strefie Gandaki w dystrykcie Lamjung. Według nepalskiego spisu powszechnego z 2001 roku liczył on 541 gospodarstw domowych i 2499 mieszkańców (1343 kobiet i 1156 mężczyzn).